# Hloubětín
Hloubětín – część Pragi. W 2010 r. zamieszkiwało ją 11 900 mieszkańców.